# سدرة (مجلة)
مجلة سدرة هي مجلة كويتية نصف شهرية، وغير منتظمة الصدور، تترأس تحريرها كافية رمضان ومديرها العام: علي خريبط. صدر العدد الأول منها عام 1992م.
عنوان المجلة: ص. ب: 15151: الدعية، الكويت. وقطعها 28×20 سم، توجه المجلة إلى الأطفال من سن 6 سنوات. تكتب كلمة العدد رئيسة التحرير بعنوان: أحبابنا.
تعتمد المجلة على القصص الكرتونية، حيث هناك 13 صفحة من بين 44 صفحة ملونة بالكامل، ويُطبع الغلاف عادةً على ورق كوشيه مصقول، وتضم المجلة صفحات التسالي، وأغلبها منقولة من مجلات عالمية ومراجع أجنبية. وليس هناك إشارة إلى مسابقات ذات جوائز باستثناء مسابقة تُعدُّها مؤسسة الخطوط الكويتية كإعلان. من أبرز الشخصيات الرئيسة في المجلة مغامرات جلجل: من تأليف محمود قاسم، رسم محمد حماد، بالإضافة إلى شخصيات سدرة. تعتمد المجلة على المعلومات العلمية المُبسَّطة وعلى المعارف الدينية، وتقتبس أحياناً فقرات من موسوعة الكويت العلمية للأطفال، وهناك مساهمات من الأطفال أغلبهم من الكويت وأيضاً أخبار من العالم مأخوذة من مجلات عالمية، وطرائف أرسل بها القراء من أنحاء مختلفة.
تنشر المجلة صور القراء، وليس لها ملحق، ولا شعار، لكن هناك إشارة على الغلاف بأنها مجلة للأولاد والبنات، سعر المجلة في الكويت 300 فلساً عام 1994م. تعتمد المجلة على الإعلانات الحكومية، وبعض هذه الإعلانات يتم في صورة رسوم كرتونية، والمعلن الرئيس هو الخطوط الكويتية حيث تنشر المجلة صفحتين تحت عنوان: رحلات على متن الكويتية، يرسمها ويكتبها عبد المجيد. لا يتضمن الغلاف إشارة إلى مواد العدد إلا في حالات قليلة.

## الأبواب
- في رحاب الإسلام
- منكم وإليكم
- الموسوعة
- من أمثال العرب
- رحلات على متن الكويتية
- خالد يسأل
- عالم العلم والمعرفة
- طرائف
- تسالي
- الصفحات الرياضية
- العم الفصيح

## الكُتَّاب
- يعقوب الشاروني
- أحمد بحور
- ليلى أمين
- السيد القماحي
- هشام الصياد
- مجدي صابر

## الرسامون
- عفت حسني
- جلال عمران
- أمال خطاب
- هدى المرشدي
- جمال عبد النبي
- أحمد عبد النعيم
- محمد حماد
- رفعت عفيفي
- ممدوح طلعت